# 碧の幻想
『碧の幻想』（あおのげんそう、原題：Azure d'Or）は、イギリスのプログレッシブ・ロック・バンド、ルネッサンスが1979年に発表した9作目のスタジオ・アルバム。アニー・ハズラム加入後としては7作目に当たる。

## 背景
前作『四季』（1978年）に引き続き、デヴィッド・ヘンツェルがプロデューサーおよびレコーディング・エンジニアを務めた。音作りに関しては、以前の作品と比べてシンセサイザーの比重が高まっている。

## 反響・評価
アメリカのBillboard 200では最高125位に終わり、『運命のカード』（1974年）以降のアルバムとしては初めて、全米トップ100入りを逃す結果となった。イギリスでは前作『四季』（1978年）に続く自身2作目の全英トップ100アルバムとなり、1979年6月2日付の全英アルバムチャートで73位を記録したが、翌週にはトップ100圏外に落ちた。本作リリース後の1980年、ジョン・タウトとテレンス・サリヴァンがバンドを脱退し、ワーナー・ブラザース/サイアーとの契約も失って、ルネッサンスは一時的に解散状態となる。
Bruce Ederはオールミュージックにおいて5点満点中3点を付け、以前よりも各楽器の演奏に比重が置かれた音楽性に関して「必ずしもすべてが興味深いわけではなく、バンドの音楽性の焦点を幾分変えてしまっている」と批判する一方、「全体的なサウンドは、なおも説得力があり、"The Flood at Lyons"のように、音楽がハズラムの精力的な歌と一体になった曲は、息をのむような結果となっている」と評している。

## 収録曲
特記なき楽曲はベティ・サッチャーとマイケル・ダンフォードの共作。8.はインストゥルメンタル。
1. ジキルとハイド "Jekyll and Hyde" – 4:39
2. ウインター・トゥリー "The Winter Tree" – 3:03
3. 天使だけが翼を持っているなんて信じられない "Only Angels Have Wings" (Jon Camp) – 3:41
4. 美しき金の鍵 "Golden Key" – 5:12
5. フォーエヴァー・チェンジング "Forever Changing" (Betty Thatcher, Terence Sullivan) – 4:48
6. 秘密の使節 "Secret Mission" (J. Camp) – 5:00
7. 魔法の島カリンダ "Kalynda (A Magical Isle)" (J. Camp) – 3:42
8. きらめき "The Discovery" (J. Camp) – 4:24
9. 友情 "Friends" – 3:31
10. リヨンの洪水 "The Flood at Lyons" (J. Camp, Michael Dunford) – 4:55

## 参加ミュージシャン
- アニー・ハズラム - ボーカル(#3, #8を除く全曲)
- マイケル・ダンフォード - アコースティック・ギター、エレクトリック・ギター、マンドリン、オートハープ
- ジョン・タウト - ピアノ、シンセサイザー、クラビネット、ハモンドオルガン、メロトロン
- ジョン・キャンプ - ボーカル(on #3)、エレクトリックベース、ベース・ペダル、アコースティック・ギター、エレクトリック・ギター、チェロ
- テレンス・サリヴァン - ドラムス、パーカッション、バッキング・ボーカル